# چنار (خلخال)
چنار یک روستا در ایران است که در دهستان خورش رستم شمالی واقع شده‌است. چنار ۸۲ نفر جمعیت دارد.